# Acestrorhynchus minimus
Acestrorhynchus minimus — вид риб родини Acestrorhynchidae.  Його описав Наерсіо Акіно де Менезес у 1969 році. Мешкає в річках Ориноко і Амазонка . Він досягає максимальної стандартної довжини 6,3 см. 